# Hart Hanson
Pour les articles homonymes, voir Hanson.
Hart Hanson est un scénariste et producteur de télévision américain né le 26 juillet 1957 à Burlingame, Californie. Il est surtout connu pour avoir créé les séries Bones et The Finder.

## Biographie
La famille de Hart déménagea au Canada quand il n'était encore qu'un enfant. Il a reçu un B.A de l'Université de Toronto et un MFA de l'Université de la Colombie-Britannique où il a aussi enseigné pendant peu de temps. Cecilia Araneda fait partie de ses élèves. Hanson est passé à la télévision canadienne au début des années 1990, écrivant pour diverses séries dramatiques, dont Neon Rider, The Odyssey et Traders. Il a ensuite travaillé sur des productions américaines à la fin de cette décennie, notamment sur The Outer Limits et Stargate SG-1, entre autres.
Bones a été développé pendant la dernière partie de la saison des pitchs de 2004 lorsque la 20th Century Fox a approché Hanson. Hanson a été invité à rencontrer Barry Josephson, qui avait acheté les droits pour produire un documentaire sur l'anthropologue judiciaire Kathy Reichs. Hanson a également créé et écrit son spin-off, The Finder.
En février 2013, Entertainment Weekly a rapporté que Hanson écrirait sur un "flic en surpoids et offensant" pour la série télévisée de FOX, Backstrom.
Hanson a écrit The Driver, un roman publié par Dutton le 8 août 2017, et nommé par le New York Times comme l'un des meilleurs romans policiers de 2017. Il se concentre sur Michael Skellig, un chauffeur de limousine et vétéran de guerre, qui protège un magnat du sport contre des assassins.
En 2019, Hanson a rejoint une multitude d'autres écrivains en licenciant leurs agents dans le cadre de la lutte du Writers Guild of America contre l'Association of Talent Agents et la pratique du packaging.
Il se considère comme un catholique non pratiquant.

## Filmographie

### Acteur

#### Télévision
Séries télévisées
- 2006 : Infanity : Lui-même
- 2012 : On Story : Lui-même

Téléfilms
- 2017 : Back to the Lab: A Bones Retrospective : Lui-même

### Réalisateur

#### Télévision
Séries télévisées
- 1992 : L'Odyssée fantastique

### Producteur

#### Cinéma
- 1997 : Trust in Me

#### Télévision
Séries télévisées
- 1996-1997 : Haute finance
- 1999-2000 : Snoops
- 2003-2004 : Le Monde de Joan
- 2005-2017 : Bones
- 2012 : The Finder
- 2015 : Backstrom
- Prochainement : Amy
- Prochainement : Love Therapy

Téléfilms
- 2003 : Expert Witness
- 2010 : Pleading Guilty

### Scénariste

#### Cinéma
- 1993 : Candles, Snow and Mistletoe
- 1997 : Trust in Me

#### Télévision
Séries télévisées
- 1988-1990 : The Beachcombers
- 1991 : Le ranch de l'espoir
- 1992 : African Skies
- 1993 : Ready or Not
- 1994 : Street-Legal
- 1994-1996 : Au nord du 60e
- 1996 : Poltergeist : Les Aventuriers du surnaturel
- 1996-2000 : Haute finance
- 1998 : Cold Squad, brigade spéciale
- Prochainement : Amy
- Prochainement : Au-delà du réel : L'aventure continue
- Prochainement : Backstrom (série télévisée)Backstrom
- Prochainement : Bones
- Prochainement : L'Odyssée fantastique
- Prochainement : Le Monde de Joan
- Prochainement : Les Contes d'Avonlea
- Prochainement : Love Therapy
- Prochainement : Stargate SG-1
- Prochainement : The Finder

Téléfilms
- 1994 : Guitarman